# Wolfgang Rösel
Wolfgang Rösel (* 6. Juli 1936 in Lüchow, Landkreis Lüchow-Dannenberg, † 18. Februar 2024 in Lindau (Bodensee)) war ein deutscher Architekt und Baumanager.

## Leben
Wolfgang Rösel wuchs im Rheingau auf und studierte Architektur an der TH Darmstadt und an der TU Berlin. 1962 schloss er sein Architekturstudium an der TH Darmstadt erfolgreich ab. Von 1961 bis 1965 war er im Büro seines Lehrers Ernst Neufert tätig, von 1965 bis 1972 Büro-Sozius Neuferts und bis 1976 dessen ARGE-Partner. 1972 errichtete Rösel in Darmstadt sein eigenes Architekturbüro für Industriebauplanung und die „Bau-Real GmbH & Co KG für Ausführungsplanung“, sowie mit Sabine Schmidt das Unternehmen dv-beratung. Er verfasste Fachgutachten zu havarierten Bauabläufen.
Rösel plante als Sozius von und mit Ernst Neufert das Kaufhaus Quelle-Markt in Nürnberg und Institut für Nachrichtentechnik der TH Darmstadt. Als selbständiger Industriearchitekt entwarf er u. a. Bauten für Asbach & Co in Rüdesheim am Rhein sowie Döhler-Essenzen in Darmstadt und verfasste mehrere Projektstudien für Großbauten.
Sein Büro „Bau-Real“ war als Projektmanager bei 114 Projekten tätig, für Industrieunternehmen, für die Länder Hessen und Thüringen, für die Stadt Frankfurt sowie Landkreise und Kommunen. „Bau-Real“ wird seit 2003 von J. Haeberle geführt.
1973 wurde er an der TU Berlin mit der Arbeit Optimierung der Ausführungsplanung bei Industriebauten mit Hilfe der Netzwerktechnik zum Dr. Ing. promoviert. Von 1970 bis 1976 hatte er einen Lehrauftrag an der TH Darmstadt inne. 1974 erhielt er einen Ruf auf den Lehrstuhl für Baumanagement, später Bauwirtschaft, am Fachbereich Architektur, Stadtplanung und Landschaftsplanung der Gesamthochschule Kassel (GhK), der heutigen Universität Kassel. 1999 war Rösel Initiator und zusammen mit Siegbert Keller und Volkhard Franz Gründer des Institutes für Bauwirtschaft (IBW) an der Universität-Gesamthochschule Kassel sowie deren erster geschäftsführender Direktor. 2000 wurde er emeritiert.
Forschungsschwerpunkt von Rösel war Projektmanagement im Gesamtkontext des Bauens. Er ist Verfasser des Standardwerkes „Baumanagement“, des ersten umfassenden Werkes in diesem Gebiet für Lehre und Praxis.
Wolfgang Rösel war Mitglied von Round Table (RT), Gründungsmitglied von Old Tablers 24 Darmstadt (1979), Nationaler Präsident von Old Tablers Deutschland (1982/1983), Präsident von Club 41 International (1993/1994). Für seinen Einsatz wurde er Ehrenmitglied von Old Tablers Deutschland (OTD); 1996 erhielt er den „Award for Merit“ von Club 41 International. Seit 1. Januar 2015 war sein Status „Freier Tabler“.
Er lebte zuletzt in Lindau am Bodensee.

## Schriften
- mit Ernst Neufert: Bauzeitplanung. Bauablauf im Netzwerk mit und ohne Computer. Bauverlag 1974, ISBN 3-7625-0496-2.
- Auslandsbau. Planen und Bauen in Entwicklungsländern. Bauverlag 1978, ISBN 3-7625-1191-8.
- mit Horst Witte: Hallen aus Stahl. Planen und Bauen. Stahlbau 1988, ISBN 3-923726-66-X.
- mit Siegbert Keller, Thomas Bock, Karlheinz Pfarr, Bernd Nentwig, Wolfdietrich Kalusche, Dietrich A. Möller, Bernd Stolzenberg, Peter Richter, Volkhard Franz: Perspektiven am Beginn des neuen Millenniums. Universität Kassel 2000, ISBN 3-932698-15-0.
- Baumanagement. 4. Auflage. Springer, Berlin 2000, ISBN 3-540-66291-X.
- AVA-Handbuch. 8. Auflage. Springer Vieweg, 2014, ISBN 978-3-658-02028-6.
- rostige ketten – rusty hinges. Laub-Elztal 2005, ISBN 3-88260-067-5.
- Vom Boot aus gesehen. 2. Auflage, IBN-Verlag, Balingen, 2012, ISBN 978-3-927936-74-4.
- Anitas Sonne. Hg./Autor Wolfgang Rösel, 2015, ISBN 978-3-00-050631-4.
- Reiseskizzen. Verlag Friedr. Stadler, Konstanz, 2016, ISBN 978-3-7977-0727-7.